# Roger Excoffon
Roger Excoffon (* 7. September 1910 in Marseille; † 30. Mai 1983 in Paris) war ein französischer Grafiker und Schriftgestalter. Excoffon wurde 1956 Art Director der Air France. Für die Air France schuf er die Schrift Antique Olive und er entwarf das Piktogramm für die Olympischen Winterspiele 1968.

## Leben und Werk
Excoffon studierte zunächst Rechtswissenschaften in Aix-en-Provence, dann Malerei in Paris. Anschließend war er als Werbegrafiker tätig. Neben seinen zahlreichen Postern für Air France, Bally, Dunlop, Sandoz und SNCF und viele andere, leistete er Beiträge zu den Zeitschriften Le Courrier graphique, Typographica, Esthétique Industrielle und Techniques Graphiques.
1947 gründete er seine Werbeagentur U & O. Von 1945 bis 1959 war er als Berater und Schriftdesigner für die Fonderie Olive in Marseille tätig.

## Schriften

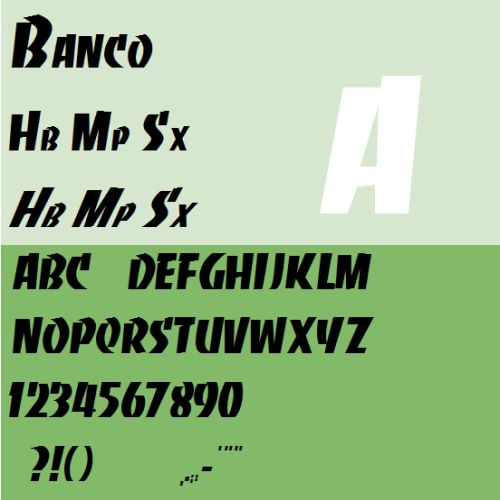
Schrift Banco, 1951
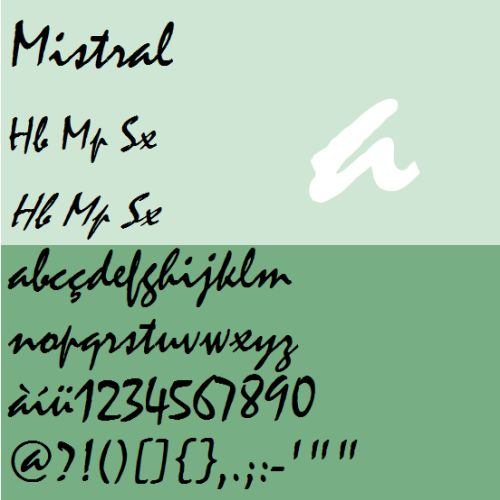
Schrift Mistral, 1953
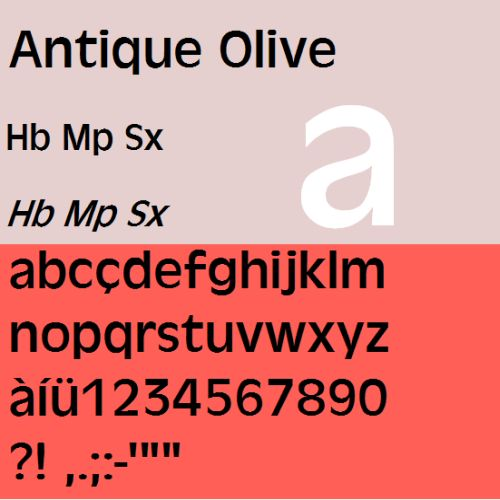
Schriftfamilie Antique Olive, 1962–66
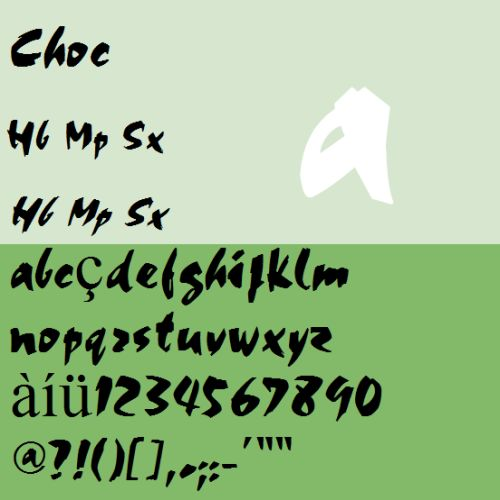
Schrift Choc, 1955
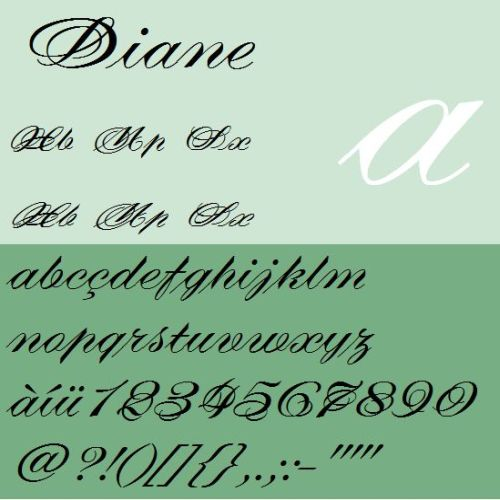
Schrift Diane, 1956
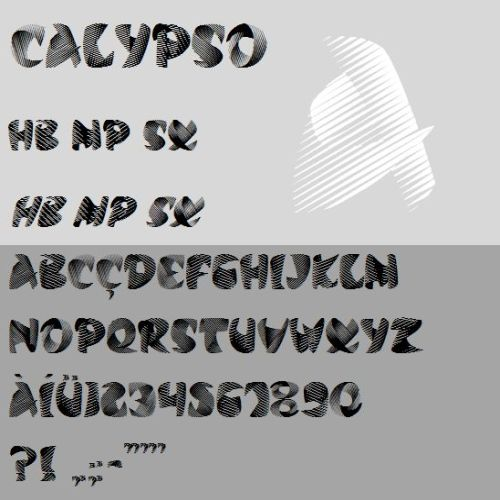
Schrift Calypso, 1958